# Megachile pilidens
Megachile pilidens là một loài ong trong họ Megachilidae. Loài này được Alfken miêu tả khoa học đầu tiên năm 1924.